# Justicia propia
Justicia propia es una película de acción argentina de 2014 dirigida por Juan Manuel Olmedo y Sergio Mastroberti. Estrenada el 2 de octubre en las salas de cine argentinas y exhibida en el Festival Internacional de Cine de Mar del Plata, contó con las actuaciones de Fernando Martino, Constanza Casas, Gabriel Laborde, Noelia Di Laura, Gabriel Almirón, Marcos Gómez y Juan Manuel Olmedo.

## Sinopsis
Diego Ponce es un experimentado policía de las fuerzas especiales. Luego de servir durante varios años en la triple frontera, decide regresar a su ciudad natal para reencontrarse con su familia y llevar una vida tranquila. Sin embargo, el mismo día del regreso su sobrina Silvina es asesinada, lo que cambiará completamente los planes iniciales de Diego.

## Reparto
- Juan Manuel Olmedo es Diego Ponce
- Gabriel Almirón es Eduardo
- Marcos Gómez es el comisario
- Constanza Casas es Graciela
- Noelia Di Laura es Silvina
- Fernando Martino es Ramírez
- Gabriel Laborde es el peluquero
- Silvio Gamboa es Killer
- Gabriel Martin López es el mago
- Francisco Tropeano es el sacerdote